# Mineral Point (Missouri)
Pour les articles homonymes, voir Mineral Point.
Mineral Point est un village, situé au centre-est du comté de Washington, dans le Missouri, aux États-Unis,. Il est incorporé en 1905.

## Démographie
Lors du recensement de 2010, le village comptait une population de 351 habitants. Elle est estimée, en 2016, à 349 habitants.